# Kazimierz Konstanty Przyałgowski
Kazimierz Konstanty Przyałgowski herbu Nieczuja (zm. w 1704 roku) – chorąży dorpacki w latach 1673–1703.
W 1674 roku był elektorem Jana III Sobieskiego z Księstwa Żmudzkiego.